# Lohja
Lohja je město ve Finsku v regionu Uusimaa. Ve městě žije přibližně 46 tisíc obyvatel.

## Kultura
Město je známé svými kulturními akcemi. Jednou z nejpopulárnějších jsou Letní kulturní festival Lohja, jablečný karneval pořádaný zaměstnanci jednoho z obchodů, maloobchodní karneval Hurlumhei a vánoční trh Old Time navazují na tradici veletrhů sahajících až do středověku.

## Partnerská města
- Växjö, Švédsko[2]
- Ringerike, Norsko
- Skagaströnd, Island

## Osobnosti
- Elias Lönnrot, spisovatel a filolog (* 9. dubna 1802)
- Marjo Matikainenová-Kallströmová, politička a bývalá běžkyně na lyžích (* 3. února 1965)
- Marjut Roligová, bývalá běžkyně na lyžích (* 4. února 1966)